# Trichillidium pilosum
Trichillidium pilosum är en skalbaggsart som beskrevs av Robinson 1948. Trichillidium pilosum ingår i släktet Trichillidium och familjen bladhorningar. Inga underarter finns listade i Catalogue of Life.